# Municipio de Lamotte (Illinois)
El municipio de Lamotte (en inglés: Lamotte Township) es un municipio ubicado en el condado de Crawford en el estado estadounidense de Illinois. En el año 2010 tenía una población de 2046 habitantes y una densidad poblacional de 15,37 personas por km².

## Geografía
Según la Oficina del Censo de los Estados Unidos, el municipio tiene una superficie total de 133.14 km², de la cual 131,6 km² corresponden a tierra firme y (1,16 %) 1,54 km² es agua.

## Demografía
Según el censo de 2010, había 2046 personas residiendo en el municipio de Lamotte. La densidad de población era de 15,37 hab./km². De los 2046 habitantes, el municipio de Lamotte estaba compuesto por el 97,46 % blancos, el 0,54 % eran afroamericanos, el 0,1 % eran amerindios, el 0,34 % eran asiáticos, el 0,39 % eran de otras razas y el 1,17 % eran de una mezcla de razas. Del total de la población el 0,93 % eran hispanos o latinos de cualquier raza.